# Nemesvámos
Nemesvámos è un comune dell'Ungheria di 2.562 abitanti (dati 2001). È situato nella contea di Veszprém.